# Eucrate, l'apprendista stregone
Eucrate, l'apprendista stregone è uno dei racconti della letteratura antica egizia.
È anche una delle più antiche versioni della storia nota presso tante civiltà, dell'apprendista che riesce ad impossessarsi di un rito magico che però non è in grado di controllare e quindi nel momento in cui lo esegue le conseguenze possono risultare anche pericolose.

## Storia
Questa versione è stata descritta da uno dei protagonisti di un dialogo apparso nel testo Il mentitore (Philopseudes), scritto da Luciano di Samosata, vissuto nel II secolo d.C..

## Trama
Il racconto inizia con la descrizione delle proprietà misteriose delle statue di Memnone a Copto, il nome con cui sono tuttora conosciute fu coniato dagli storici greci, che le associarono all'eroe mitologico Memnone. Una di esse all'alba emetteva strani suoni, causati dal riscaldamento della roccia, che dagli antichi erano interpretati come il saluto dell'eroe alla madre Eos, dea dell'aurora.

Ma i protagonisti del racconto sono l'allievo Arignoto, e il maestro Pancrate, che venne descritto come un uomo slanciato, canuto, concentrato nei suoi pensieri e che non si esprimeva bene in greco.

È stato lo stesso allievo a descrivere i miracolosi prodigi effettuati dal maestro, come quando ad esempio domava terribili coccodrilli, mentre ormeggiava la barca.
Uno dei suoi riti più strabilianti era quello di vestire una scopa, o un pestello da mortaio, pronunciare un certo incantesimo, riuscendo in tal modo nell'impresa di "umanizzare" questi strumenti che potevano a quel punto essere comandati per effettuare varie operazioni. Con un altro incantesimo, gli stessi oggetti si "disumanizzavano" e riprendevano le loro sembianze ed il loro ruolo.
Il maestro era geloso delle sue doti e solamente grazie ad un appostamento furtivo, l'allievo riuscì a carpire l'incantesimo. L'allievo, convinto di aver ormai acquisito tutte le qualità per effettuare l'incantesimo, alla prima occasione effettuò gli stessi gesti, operazioni e riti eseguiti dal maestro ma qualcosa non funzionò alla perfezione, dato che la magia riuscì solo a metà. Infatti il pestello trasformato in portatore di anfore di acqua, non smise più di operare con la conseguenza di un bell'allagamento della casa.
Quando il maestro si accorse dell'accaduto, si mostrò rabbuiato e contrariato e improvvisamente scomparve dalla vita dell'allievo, che non riuscì a completare compiutamente e correttamente il suo apprendistato.